# 인도 영화 배우 목록
이것은 주목할만한 인도 영화 배우의 목록이다.

## 목록
- 사나 칸
- 산디파 다르
- 사라 알리 칸
- 사라 로렌
- 사리카
- 사야니 굽타
- 시마 비스와스
- 샤바나 아즈미
- 샤하나 고스와미
- 사크시 탄와르

- 샤미타 셰티
- 사다
- 산디파 다르
- 사나야 이라니
- 산지다 셰이크
- 사크시 탄와르
- 사이 팔라비
- 사만다 루스 프라부
- 사미라 레디
- 샤밀라 타고르
- 샤잔 파담시
- 셰린
- 실파 셰티
- 실파 슈클라
- 슈웨타 메논
- 슈웨타 티와리
- 쇼바나
- 슈라다 아리아
- 슈라다 카푸르
- 슈루티 하산
- 슈리야 사란
- 시몬 싱
- 소하 알리 칸
- 소날리 벤드레
- 소남 카푸르
- 스리티 자
- 수치트라 센
- 수시미타 센
- 스와티 레디
- 스와스티카 무케르지
- 타나즈 이라니
- 타니샤
- 타만나 바티아
- 타니쉬타 차터지
- 탑시 판누
- 타라 샤르마
- 티스카 초프라
- 트리샤 크리슈난
- 트윙클 칸나
- 우르바시 돌라키아
- 우르바시 라우텔라
- 바니 카푸르
- 바니 보잔
- 비나 말리크
- 비디아 발란
- 비말라 라만
- 와히다 레만
- 야나 굽타
- 자이라 와심
- 자리나 와하브
- 자린 칸

## 갤러리

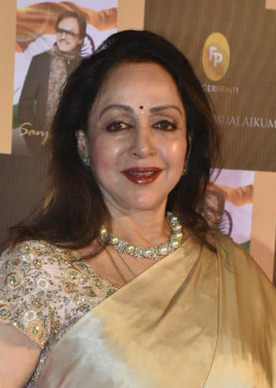
헤마 말리니
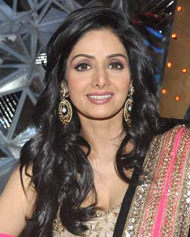
스리데비
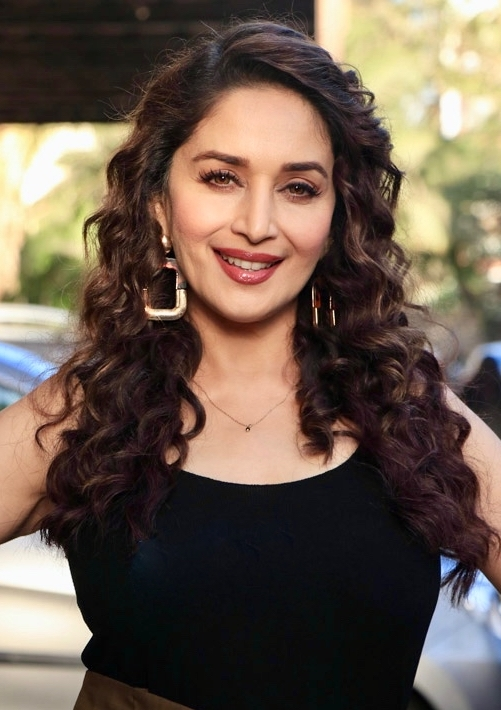
마두리 딕시트
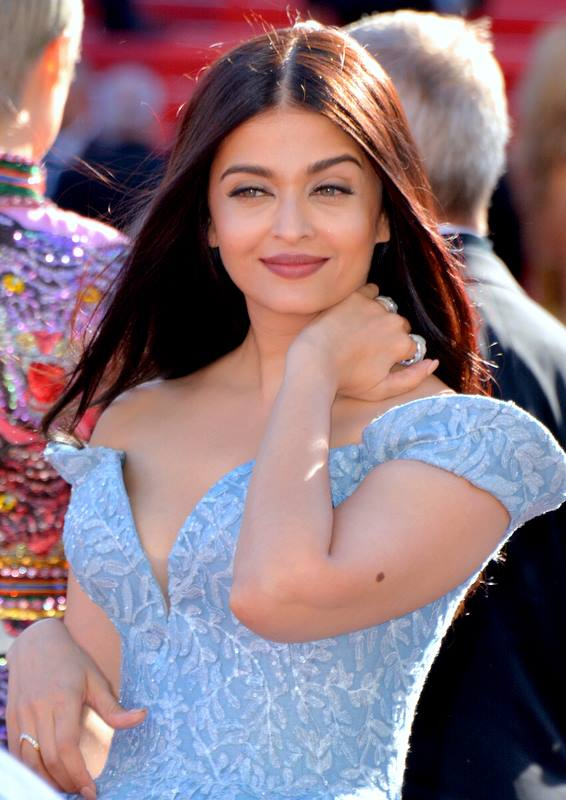
아이슈와라 라이
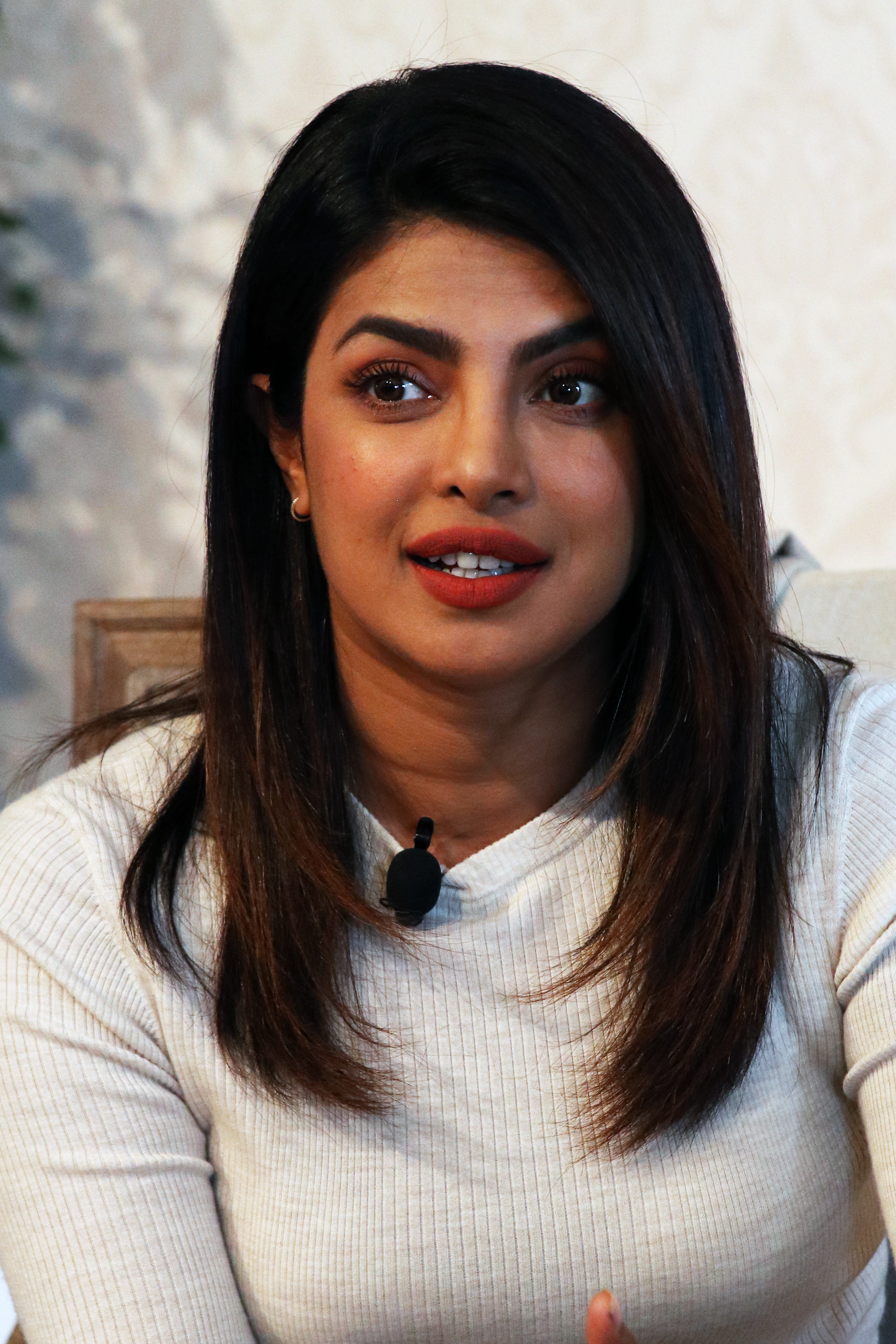
프리양카 초프라
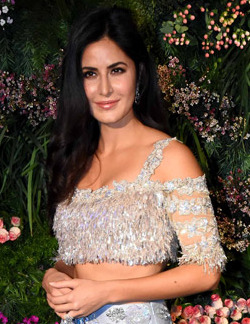
카트리나 카이프
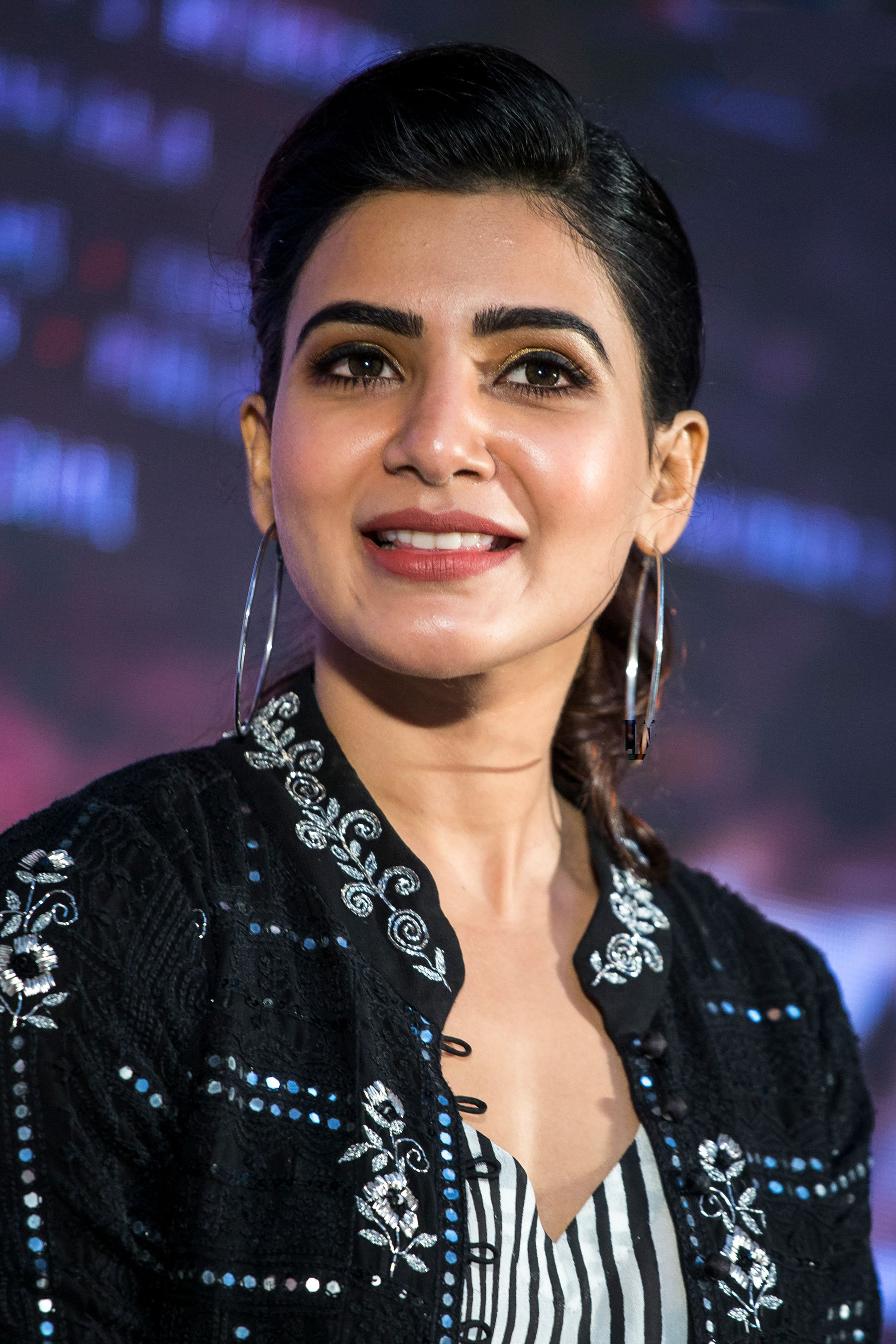
서맨사 아키네니
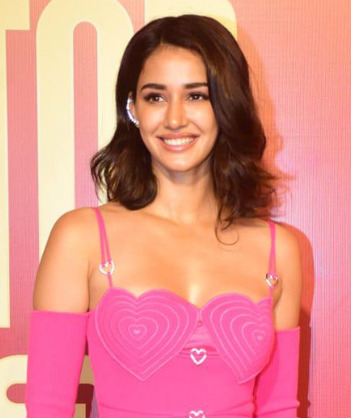
디샤 파타니
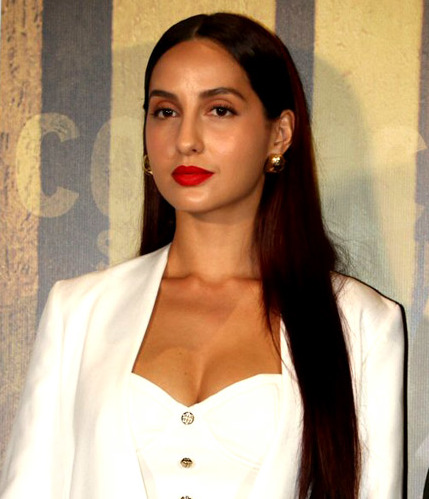
노라 파테히
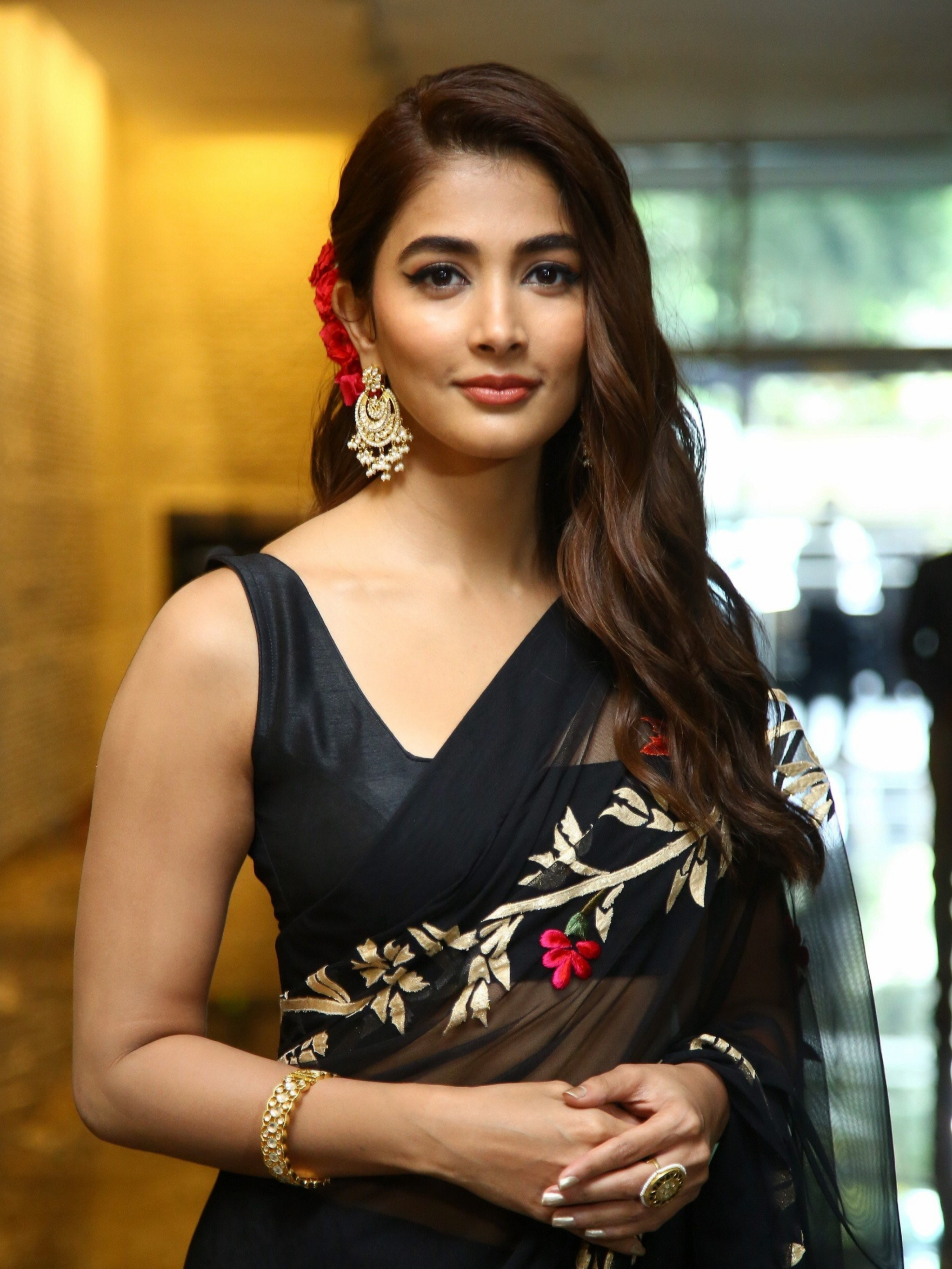
푸자 헤그데
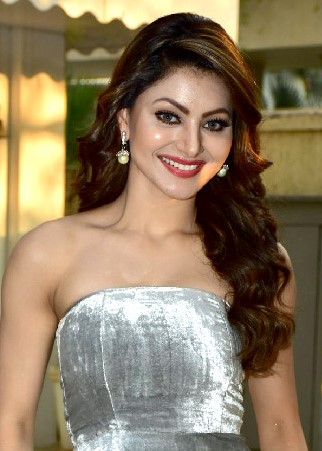
우르바시 라우텔라
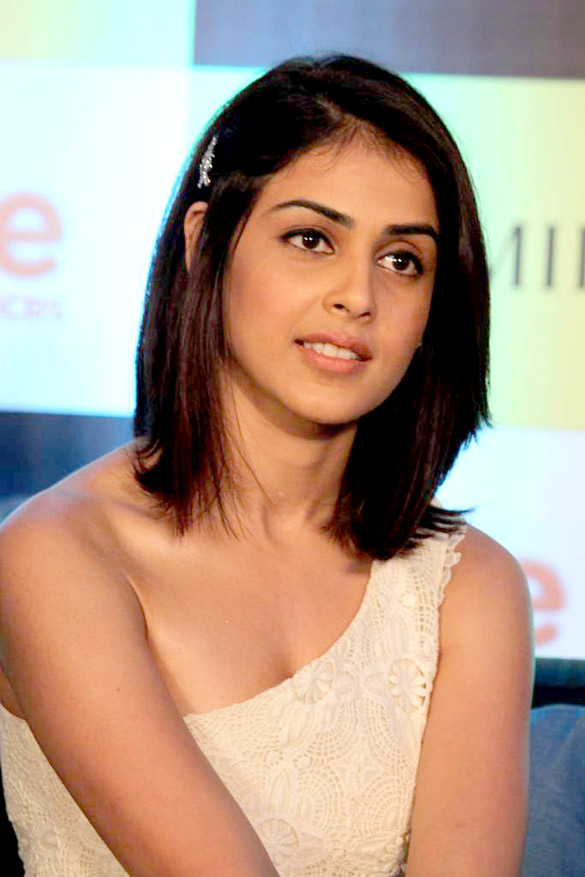
제넬리아 드수자
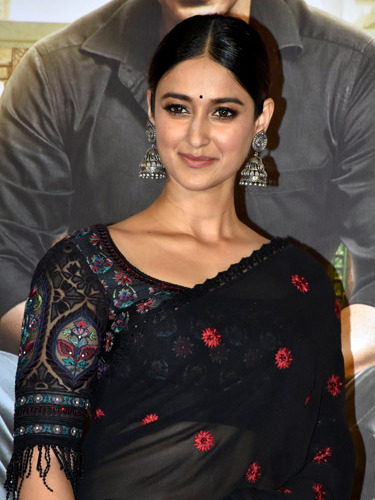
일레나 디크루즈
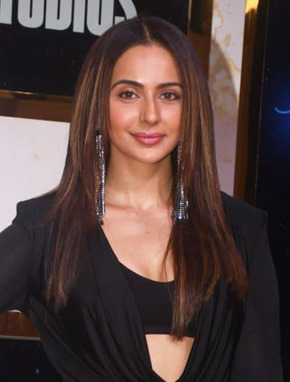
라쿨 프리트 싱
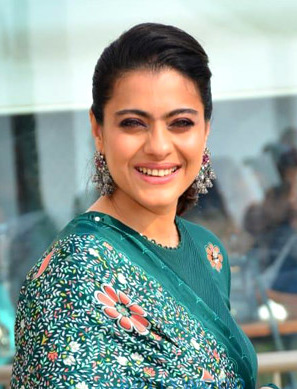
카졸
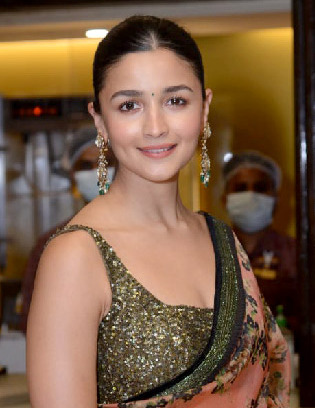
알리아 바트
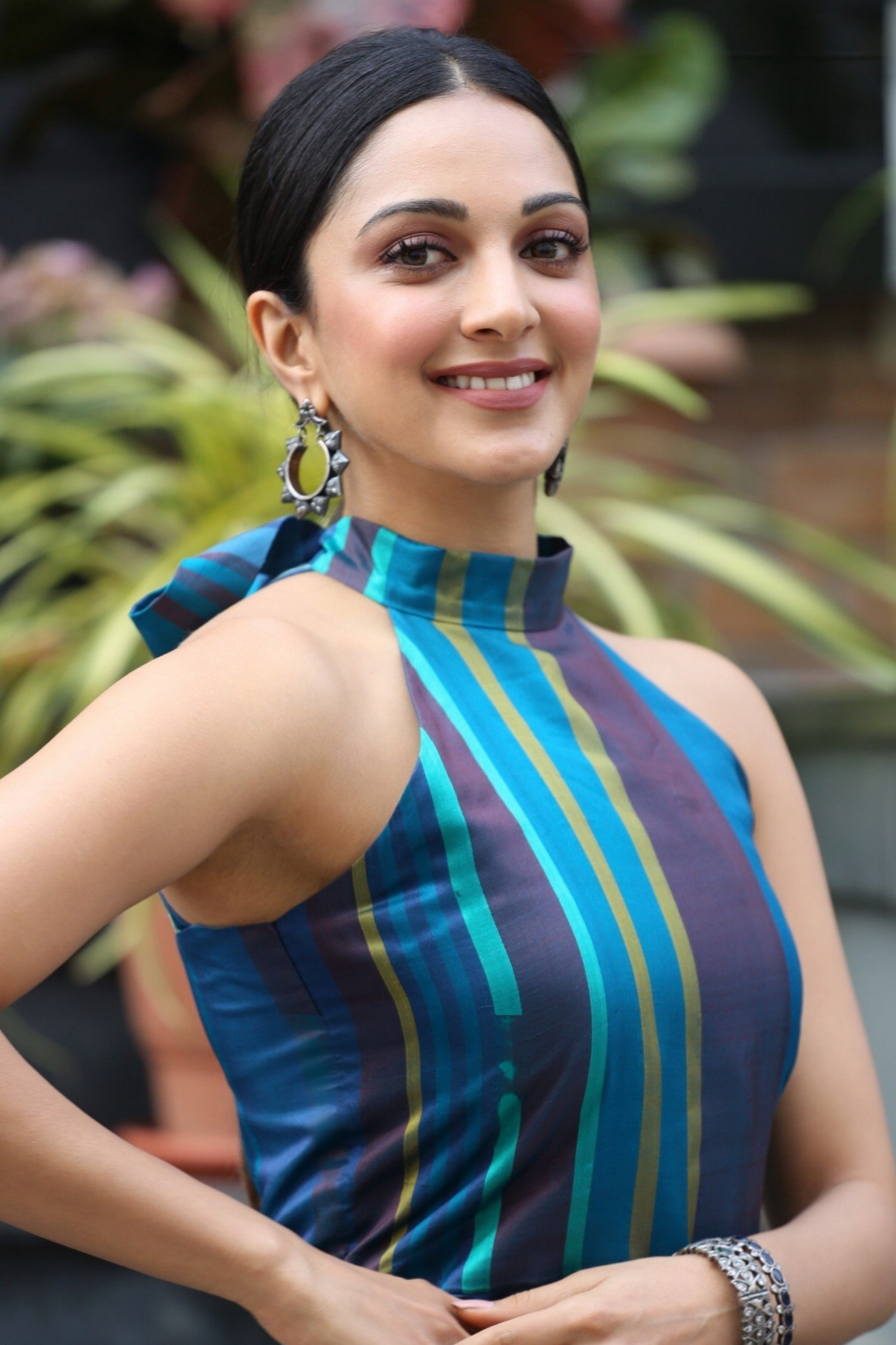
키아라 아드바니
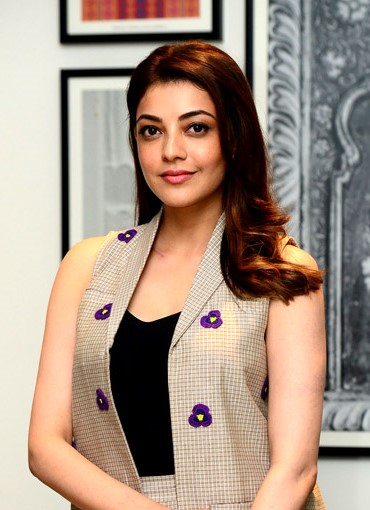
카잘 아가르왈
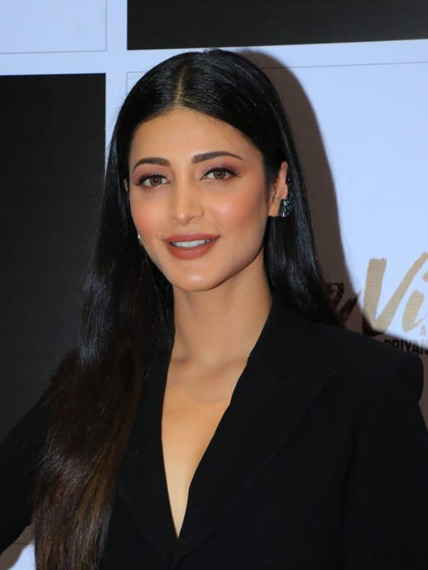
슈루티 하산
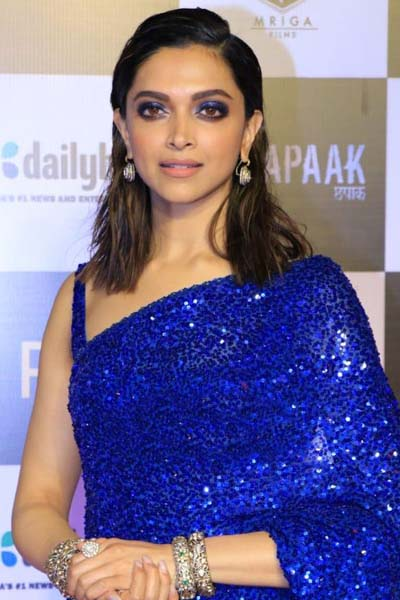
디피카 파두콘
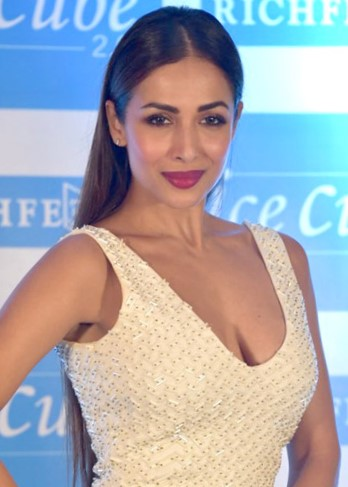
말라이카 아로라 칸
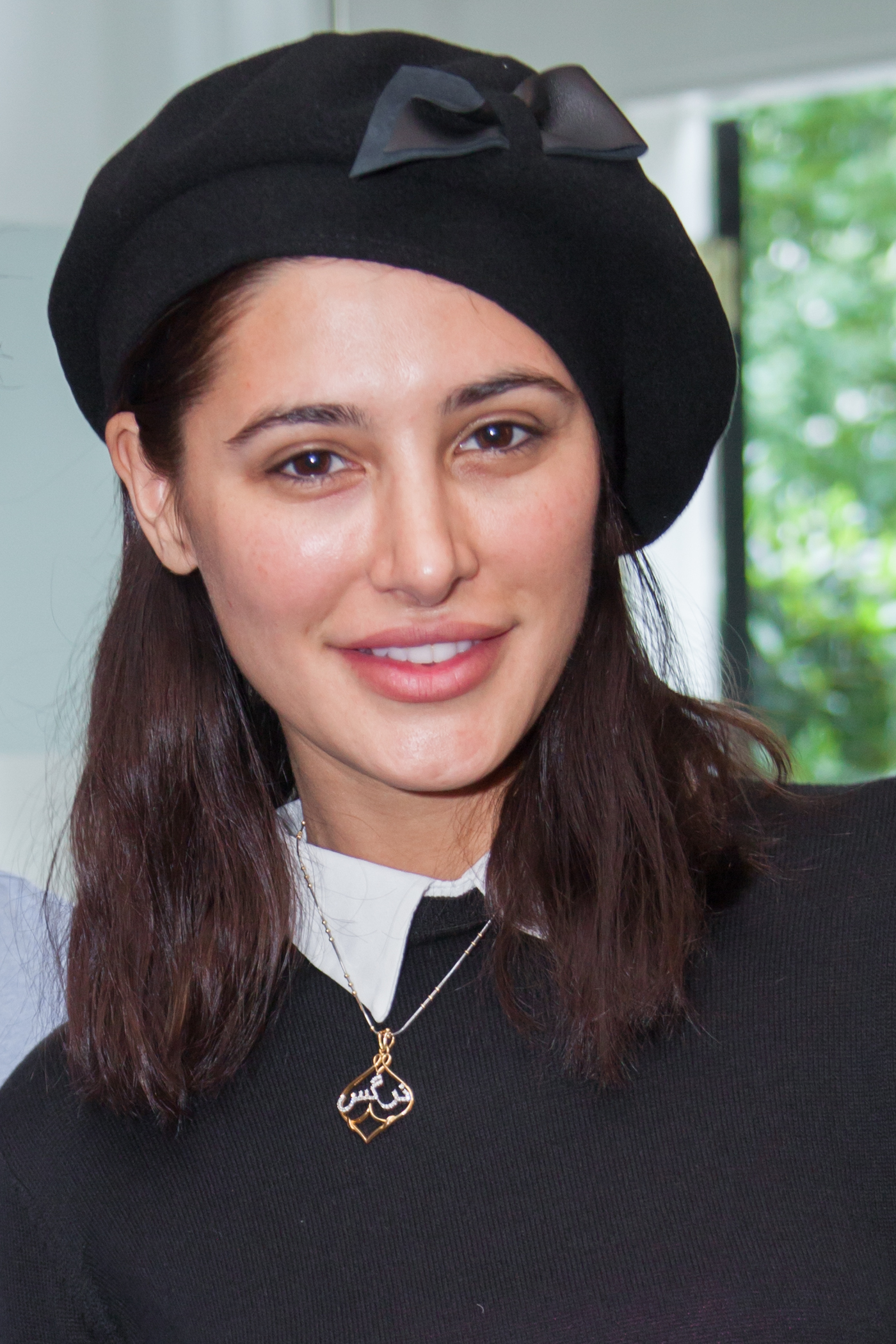
나기스 파크리
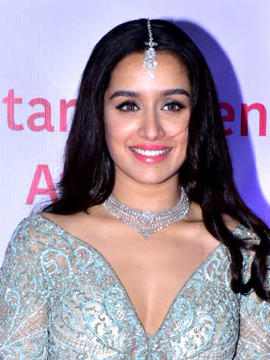
슈라다 카푸르
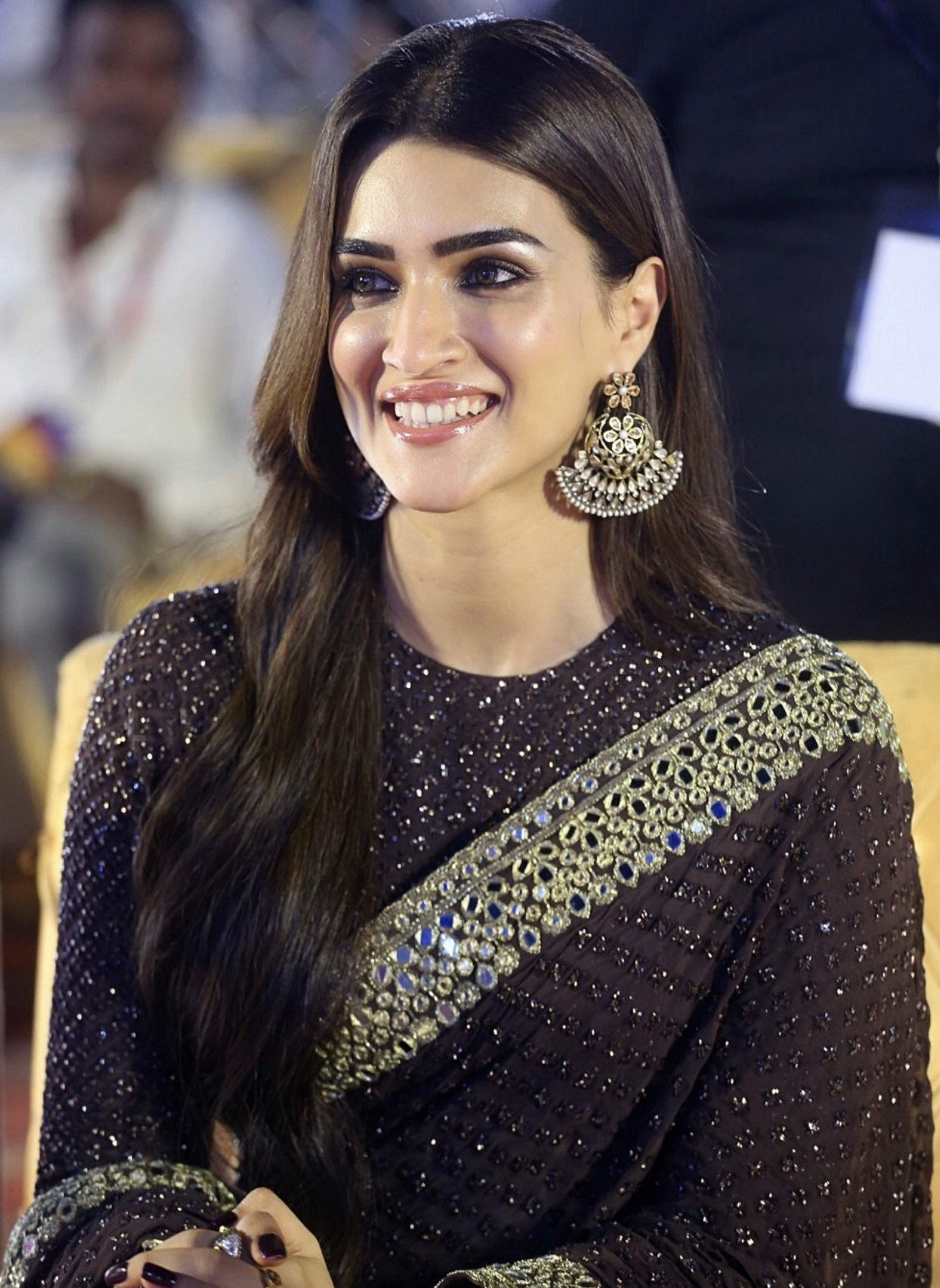
크리티 사논
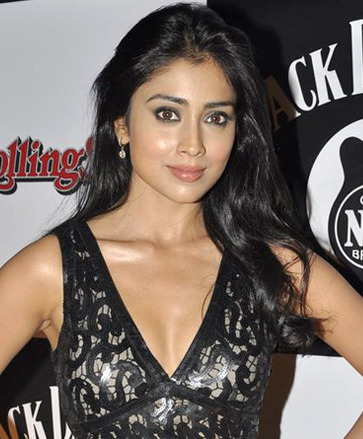
슈리야 사란
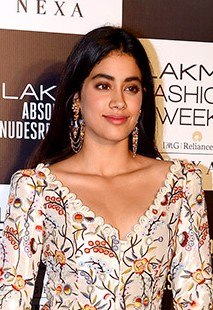
잔비 카푸르
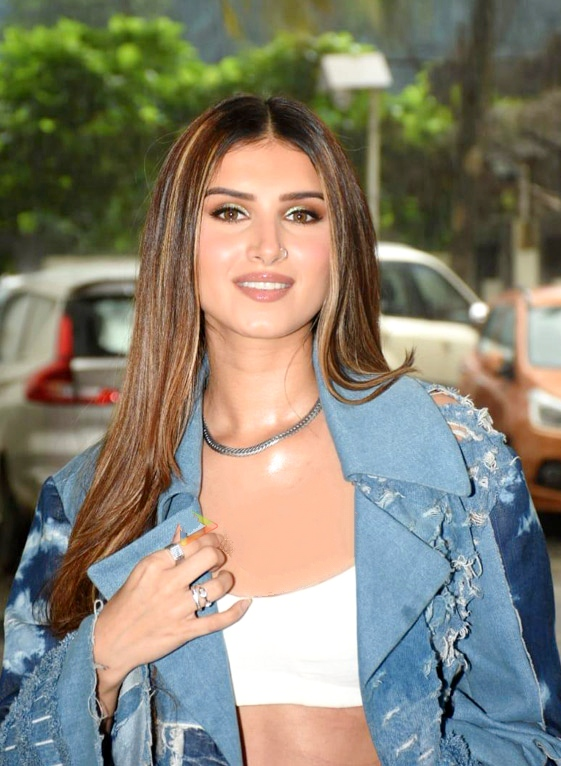
타라 수타리아
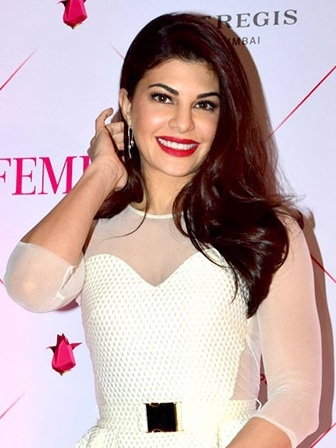
재클린 페르난데즈
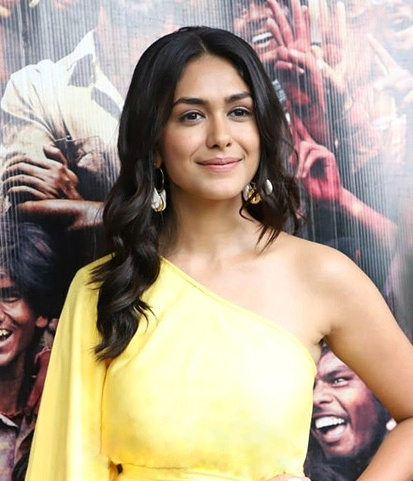
므루날 타쿠르
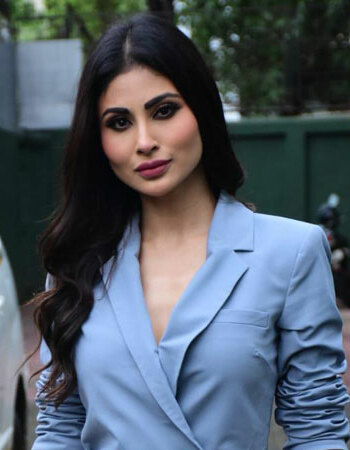
모우니 로이
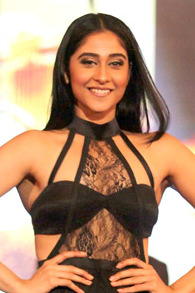
레지나 카산드라
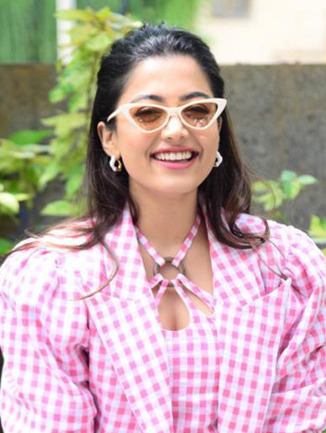
라슈미카 만다나